# Sho Asuke
Sho Asuke (足助 翔 Asuke Sho?), född 28 oktober 1985 i Tokyo prefektur, är en japansk före detta fotbollsspelare.
Asuke började sin karriär 2008 i Tokyo Verdy. 2009 flyttade han till Kataller Toyama. Han spelade 100 ligamatcher för klubben. Han avslutade karriären 2013.